# Бенферджалла, Фатех
Фатех Бенферджалла (араб. فاتح بن فرج الله‎; 15 апреля 2001) — алжирский борец вольного стиля, призёр Африканских игр, чемпион Африки, участник Олимпийских игр

## Карьера
В октябре 2018 года в Буэнос-Айресе уступив в финале россиянину Ахмедхану Темботову, завоевал серебряную медаль юношеских Олимпийских игр. В августе 2019 года на Африканских играх в Рабате в составе взрослой сборной Алжира стал бронзовым призёром. В апреле 2021 года в тунисском Хаммамете на африканском и океанском олимпийский отборочный турнире к Олимпийским играм в Токио завоевал лицензию. В августе 2021 года на Олимпиаде в схватке на стадии 1/8 финала уступил швейцарцу Стефану Рейхмуту (2:6) и занял итоговое 11 место.

## Достижения
- Юношеские Олимпийские игры 2018 — ;
- Чемпионат Африки по борьбе 2019 — ;
- Африканские игры 2019 — ;
- Чемпионат Африки по борьбе 2020 — ;
- Олимпийские игры 2020 — 11;
- Чемпионат Африки по борьбе 2020 — ;